# Santa Elena de Uairén
Santa Elena de Uairén  es una ciudad venezolana ubicada al sureste del país, en el estado Bolívar, siendo también esta ciudad la capital del municipio Gran Sabana. y de la parroquia Santa Elena. Es una ciudad fronteriza, encontrándose ubicada a escasos kilómetros de la frontera con Brasil.

## Generalidades
Santa Elena de Uairén es una población de Venezuela localizada en el sureste del estado Bolívar a unos 20 km de la frontera con Brasil y es capital del municipio Gran Sabana. Está emplazada aproximadamente a 900 m s. n. m., en una sabana rodeada por mesetas, conocidas como Tepuyes, y tiene una temperatura media de 21,8 °C. Cuenta con una población aproximada de 28.219 habitantes, equivalentes al 2% de la población total del estado (censo 2011).
Fue fundada el 13 de noviembre de 1923 por Lucas Fernández Peña, atraído por el auge diamantífero de la región y su fundación hizo retroceder a los ingleses interesados en colonizar la zona. El nombre de la ciudad se origina en el de su primera hija "Elena", y en "Uairén" que es el nombre del río que cruza la ciudad.
Posee un aeropuerto, aduana principal y destacamento militar. Es puerto libre desde 1999, gracias al trabajo realizado por el profesor Héctor Fernández Espinoza, hijo del fundador de la población. Su economía se fundamenta en el comercio y en la explotación minera. Recientemente el sector turístico ha tenido un desarrollo importante debido a su cercanía con los principales monumentos naturales de la Gran Sabana y a su ubicación cerca de la frontera.
La catedral de Santa Elena es uno de los atractivos principales de la ciudad, fue construida a mediados del siglo XX con las piedras que tanto abundan en los alrededores de la población. La misión de Santa Elena es el centro de actividad misionera de los padres capuchinos de la orden Franciscana en la localidad.

## Historia
La ciudad de Santa Elena de Uairén, capital del municipio Gran Sabana, fue fundada el 16 de septiembre de 1923 por Lucas Fernández Peña, farmacéutico de origen valenciano convertido en hacendado. La localidad recibió su nombre en homenaje a su hija Luisa Elena (1919-2019) y al río Uairén, que cruza el valle donde se asienta la población. Su fundación se realizó en el contexto de la dictadura de Juan Vicente Gómez, en un momento de creciente tensión fronteriza debido al avance de colonos británicos provenientes de la Guayana Británica (actual Guyana), atraídos por el auge de la explotación diamantífera.
En octubre de 1929, misioneros adventistas ingleses penetraron en el valle e instalaron cinco casas-misiones en el área para noviembre de 1930. Ante esta presencia extranjera y el riesgo de ocupación territorial, Fernández Peña emprendió una campaña de afirmación nacional, iniciando con el izado de la bandera venezolana en el monte Akurimán, donde previamente se había colocado la bandera británica. Posteriormente, organizó un contingente armado que solicitó la desocupación de las áreas ocupadas. El 4 de marzo de 1931 salió el último integrante del grupo de misioneros británicos, cuyas instalaciones fueron ocupadas por misioneros venezolanos.
Gracias a esta acción, Fernández Peña contribuyó decisivamente a la preservación de la soberanía venezolana en el sureste del territorio nacional. Ocho años después, llegaron los primeros misioneros capuchinos, y en 1945, el entonces caserío de Santa Elena de Uairén fue elevado a la categoría de municipio.

## Geografía

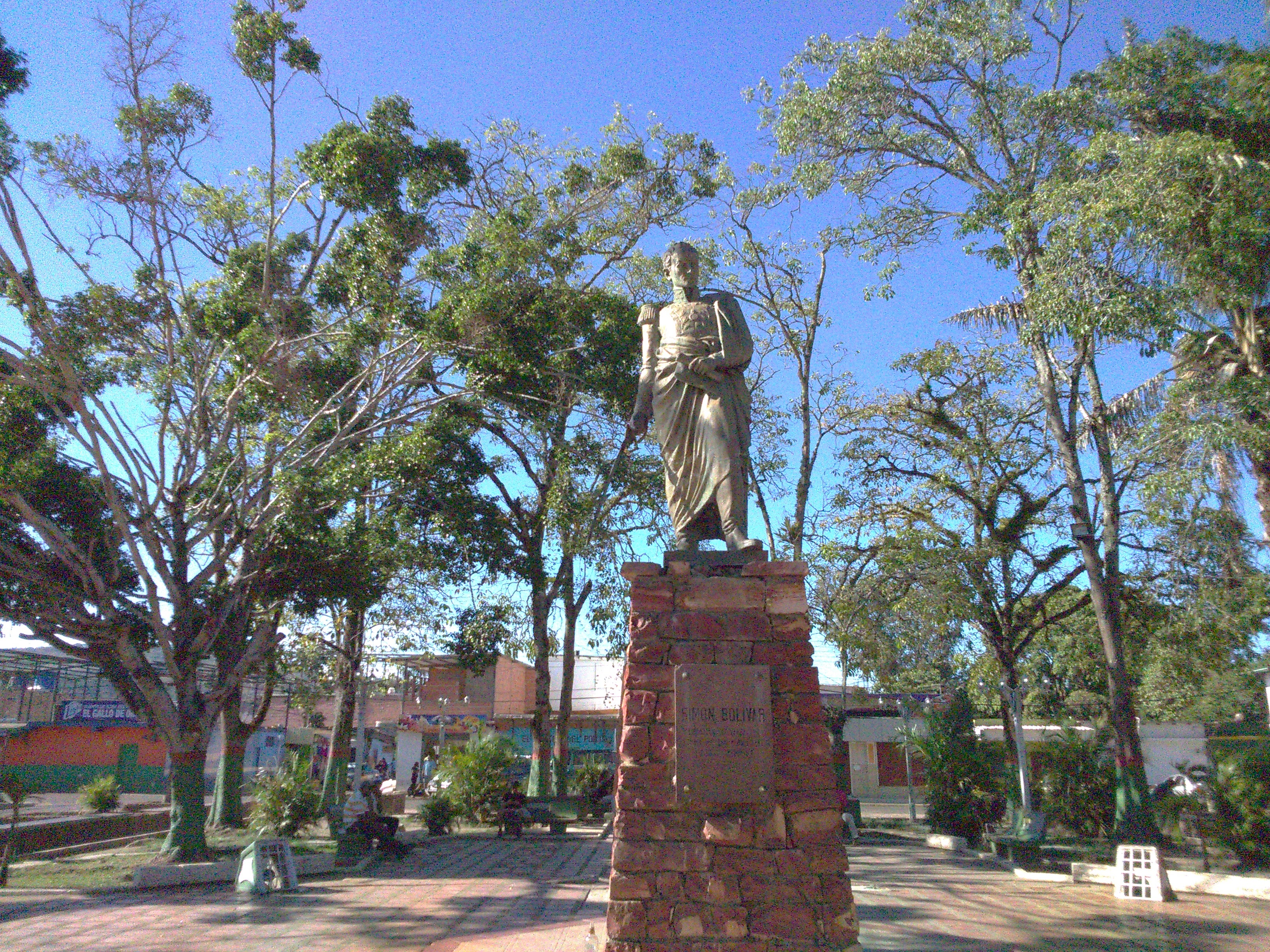
Plaza Bolívar de Santa Elena

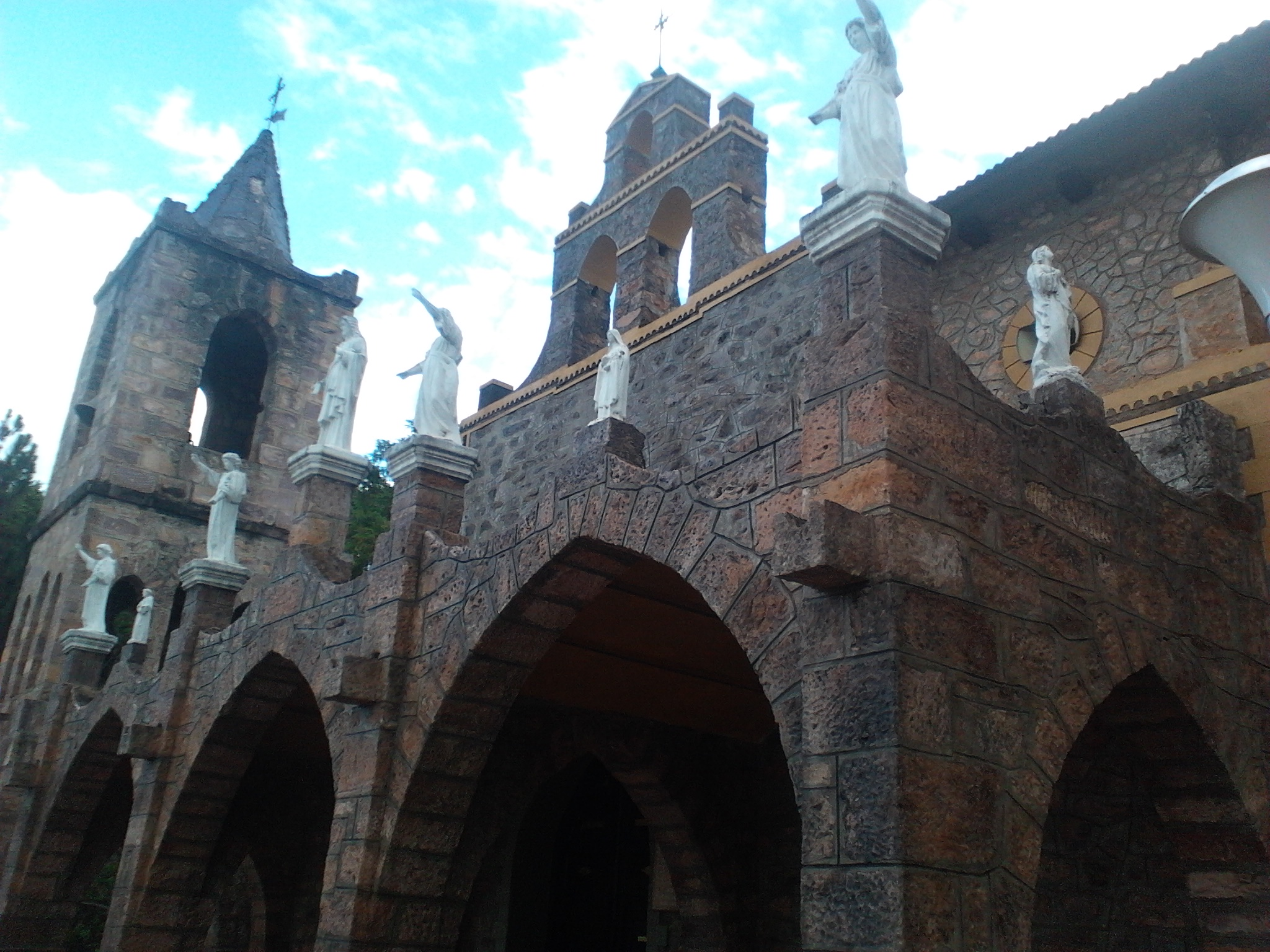
Catedral en Santa Elena de Uairén

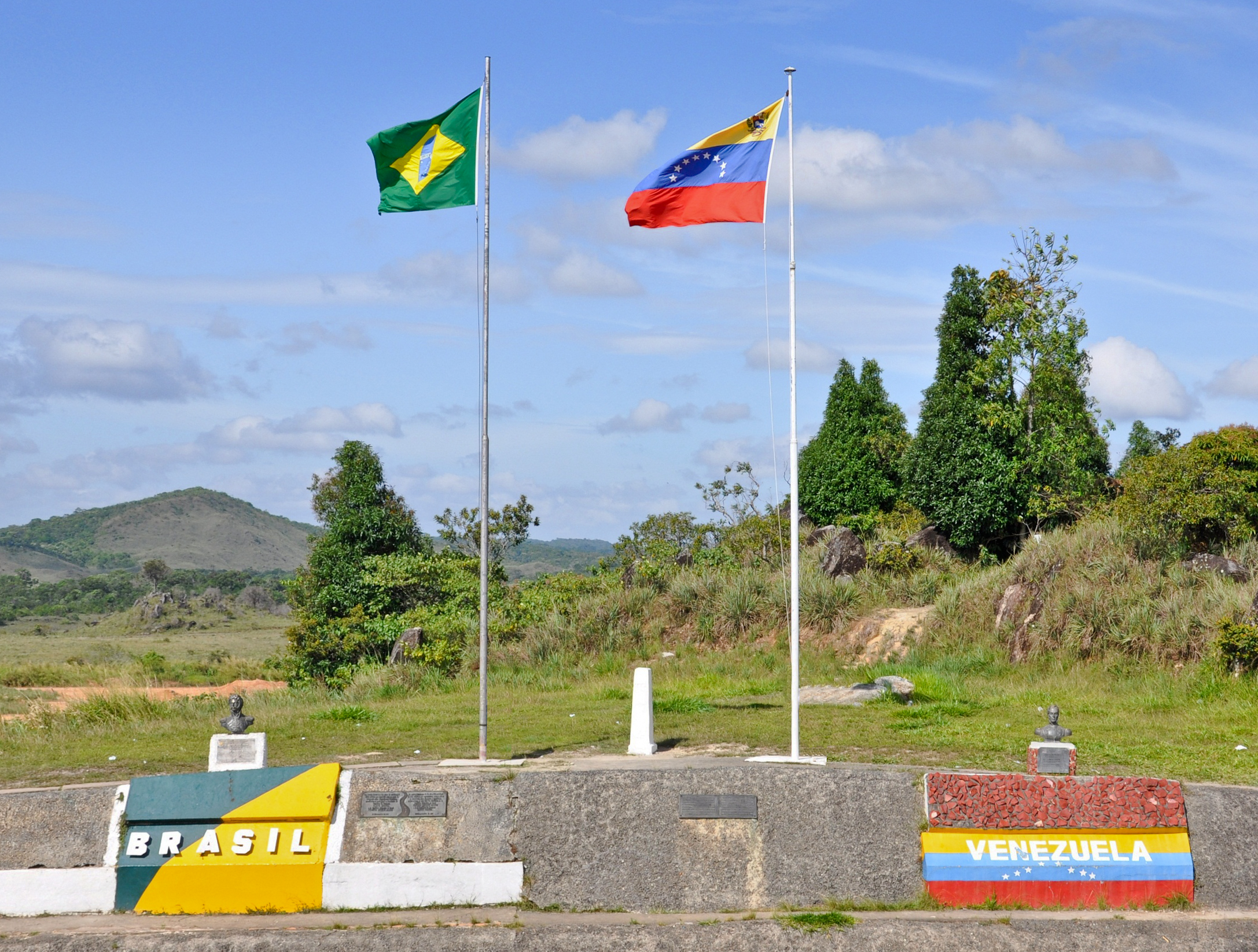
Frontera entre Brasil y Venezuela.

Situada a 4°32′ de latitud norte y a 61°6′ de longitud oeste. Apenas unos diecisiete kilómetros separan la ciudad de la población de Pacaraima denominada comúnmente como La Línea o BV-8 ubicada justo al lado de la línea fronteriza venezolano-brasileña.
| Climograma de Santa Elena de Uairén | Climograma de Santa Elena de Uairén | Climograma de Santa Elena de Uairén | Climograma de Santa Elena de Uairén | Climograma de Santa Elena de Uairén | Climograma de Santa Elena de Uairén | Climograma de Santa Elena de Uairén | Climograma de Santa Elena de Uairén | Climograma de Santa Elena de Uairén | Climograma de Santa Elena de Uairén | Climograma de Santa Elena de Uairén | Climograma de Santa Elena de Uairén |
| --- | ----------------------------------- | ----------------------------------- | ----------------------------------- | ----------------------------------- | ----------------------------------- | ----------------------------------- | ----------------------------------- | ----------------------------------- | ----------------------------------- | ----------------------------------- | ----------------------------------- |
| E | F                                   | M                                   | A                                   | M                                   | J                                   | J                                   | A                                   | S                                   | O                                   | N                                   | D                                   |
| 68 28 17 | 69 28 17                            | 78 28 18                            | 145 29 19                           | 221 29 20                           | 248 30 20                           | 229 31 20                           | 182 31 21                           | 109 30 20                           | 106 29 20                           | 130 29 19                           | 115 28 17                           |
| temperaturas en °C • totales de precipitación en mm |                                     |                                     |                                     |                                     |                                     |                                     |                                     |                                     |                                     |                                     |                                     |
| Conversión sistema imperial\| E \| F \| M \| A \| M \| J \| J \| A \| S \| O \| N \| D \| \| 2.7 82 63 \| 2.7 82 63 \| 3.1 82 64 \| 5.7 84 66 \| 8.7 84 68 \| 9.8 86 68 \| 9 88 68 \| 7.2 88 70 \| 4.3 86 68 \| 4.2 84 68 \| 5.1 84 66 \| 4.5 82 63 \| \| temperaturas en °F • totales de precipitación en pulgadas \| \| \| \| \| \| \| \| \| \| \| \| |                                     |                                     |                                     |                                     |                                     |                                     |                                     |                                     |                                     |                                     |                                     |
| E | F                                   | M                                   | A                                   | M                                   | J                                   | J                                   | A                                   | S                                   | O                                   | N                                   | D                                   |
| 2.7 82 63 | 2.7 82 63                           | 3.1 82 64                           | 5.7 84 66                           | 8.7 84 68                           | 9.8 86 68                           | 9 88 68                             | 7.2 88 70                           | 4.3 86 68                           | 4.2 84 68                           | 5.1 84 66                           | 4.5 82 63                           |
| temperaturas en °F • totales de precipitación en pulgadas |                                     |                                     |                                     |                                     |                                     |                                     |                                     |                                     |                                     |                                     |                                     |

| Parámetros climáticos promedio de Santa Elena de Uairén | Parámetros climáticos promedio de Santa Elena de Uairén | Parámetros climáticos promedio de Santa Elena de Uairén | Parámetros climáticos promedio de Santa Elena de Uairén | Parámetros climáticos promedio de Santa Elena de Uairén | Parámetros climáticos promedio de Santa Elena de Uairén | Parámetros climáticos promedio de Santa Elena de Uairén | Parámetros climáticos promedio de Santa Elena de Uairén | Parámetros climáticos promedio de Santa Elena de Uairén | Parámetros climáticos promedio de Santa Elena de Uairén | Parámetros climáticos promedio de Santa Elena de Uairén | Parámetros climáticos promedio de Santa Elena de Uairén | Parámetros climáticos promedio de Santa Elena de Uairén | Parámetros climáticos promedio de Santa Elena de Uairén |
| Mes                                                     | Ene.                                                    | Feb.                                                    | Mar.                                                    | Abr.                                                    | May.                                                    | Jun.                                                    | Jul.                                                    | Ago.                                                    | Sep.                                                    | Oct.                                                    | Nov.                                                    | Dic.                                                    | Anual                                                   |
| ------------------------------------------------------- | ------------------------------------------------------- | ------------------------------------------------------- | ------------------------------------------------------- | ------------------------------------------------------- | ------------------------------------------------------- | ------------------------------------------------------- | ------------------------------------------------------- | ------------------------------------------------------- | ------------------------------------------------------- | ------------------------------------------------------- | ------------------------------------------------------- | ------------------------------------------------------- | ------------------------------------------------------- |
| Temp. máx. media (°C)                                   | 28                                                      | 27                                                      | 30                                                      | 30                                                      | 30                                                      | 31                                                      | 33                                                      | 32                                                      | 32                                                      | 30                                                      | 29                                                      | 28                                                      | 30                                                      |
| Temp. media (°C)                                        | 22                                                      | 22                                                      | 23                                                      | 24                                                      | 24                                                      | 24                                                      | 25                                                      | 25                                                      | 24                                                      | 23                                                      | 22                                                      | 22                                                      | 23.3                                                    |
| Temp. mín. media (°C)                                   | 15                                                      | 16                                                      | 16                                                      | 16                                                      | 17                                                      | 18                                                      | 18                                                      | 18                                                      | 17                                                      | 16                                                      | 16                                                      | 15                                                      | 16.5                                                    |
| Lluvias (mm)                                            | 106                                                     | 127                                                     | 139                                                     | 159                                                     | 171                                                     | 200                                                     | 206                                                     | 208                                                     | 216                                                     | 206                                                     | 181                                                     | 161                                                     | 2080                                                    |
| Horas de sol                                            | 179                                                     | 171                                                     | 199                                                     | 236                                                     | 244                                                     | 222                                                     | 250                                                     | 243                                                     | 216                                                     | 166                                                     | 139                                                     | 149                                                     | 2414                                                    |
| [cita requerida]                                        |                                                         |                                                         |                                                         |                                                         |                                                         |                                                         |                                                         |                                                         |                                                         |                                                         |                                                         |                                                         |                                                         |

## Demografía
Tiene una rica carga pluricultural compuesta por venezolanos, brasileños de origen italiano, alemanes, guyaneses y de la inmigración de origen español que surgió en la década de 1920, por orden del Presidente Juan Vicente Gómez, para fomentar la autonomía española en la Región Guayana y hacerle batalla al Imperio británico que tenía bajo su jurisdicción la Guayana Británica (actualmente la República Cooperativa de Guyana). Principalmente provinieron de la comunidad autónoma del País Vasco (alrededor de quinientos) y de la comunidad autónoma de Castilla y León (alrededor de seiscientos), y además del toque de la ancestral y mística cultura indígena (etnia pemón) habitante de la zona desde mucho antes de la fundación de la ciudad. 
La ciudad ha presentado un acelerado crecimiento demográfico durante la última década y se estima que para el 2016 la población de la localidad será alrededor de 55.000 habitantes.

## Transporte
Se puede llegar a Santa Elena a través de la carretera troncal desde El Dorado, que abarca aproximadamente 350 km. La distancia total desde Caracas es de unos 1.380 km. Después de Pacaraima, la siguiente población de importancia en Brasil, sobre la carretera BR-174, que llega hasta el Río Amazonas y a Manaus, es Boa Vista, capital del Estado de Roraima, a unos 250 kilómetros de la frontera.
En las afueras de Santa Elena existe un terminal de autobuses bastante completo, en sus servicios y en sus instalaciones. Hasta 2002, algunas de las líneas más importantes de autobuses mantenían sus propios terminales privados cerca del centro de la ciudad.
También se encuentra el Aeropuerto de Santa Elena de Uairén que ofrece vuelos hacia Ciudad Guayana y Porlamar a través de las líneas aéreas Conviasa, Aereotuy, Rutaca y Serami.

## Idiomas
- Español
- Portugués
- Pemón

El idioma de casi todos los indígenas de la zona es el pemón, un idioma de la familia Caribe emparentado con los extintos tamanaco y chaimas. La mayoría de ellos también habla español. Sin embargo, cabe destacar que hay una amplia población no indígena, que habla español. En Santa Elena de Uairén, también es común encontrar que la gran mayoría de las personas residentes dominen el idioma portugués, debido a la cercanía con Brasil.

## Deporte
El deporte principal en Santa Elena de Uairen es el fútbol, ya que la población cuenta con una gran influencia de personas oriundas de Brasil y es el deporte más practicado por la población y las comunidades indígenas cercanas, el segundo deporte más practicado en la población es la tradicional Bolas criollas, ya que la población cuenta con una gran cantidad de infraestructuras para la práctica de este deporte, también es practicado a buen nivel el Ciclismo de montaña, de tal manera que en la Gran Sabana se organiza todos los años un evento de ciclismo de montaña llamado: el reto de la frontera, con una participación aproximada de 1500 atletas de diferentes partes del país.

## Ciudades Hermanas
- Pacaraima, Roraima
- Ciudad Bolívar, Estado Bolívar
- Upata, Estado Bolívar
- Boa Vista, Roraima